# Tharra sarawakensis
Tharra sarawakensis är en insektsart som beskrevs av Nielson 1982. Tharra sarawakensis ingår i släktet Tharra och familjen dvärgstritar. Inga underarter finns listade i Catalogue of Life.